# ISO 3166-2:BD
Kódy ISO 3166-2 pro Bangladéš identifikují 64 regionů a 8 oblastí. První část (BD) je mezinárodní kód pro Bangladéš, druhá část sestává ze dvou čísel identifikujících region nebo jednoho písmene v případě oblastí.

## Seznam kódů

### Oblasti
```
BD-C 
Dháka

BD-B 
Čattagrám

BD-E 
Rádžašáhí

BD-A 
Barišál

BD-D 
Khulaná

BD-G 
Silét

BD-F 
Rangpur

BD-H 
Mymensingh
```

### Regiony
```
BD-01 Bandarban
BD-02 Barguna
BD-03 Bogra
BD-04 Brahmanbáríja
BD-05 Bagerhat
BD-06 Barisal
BD-07 Bhola
BD-08 Comilla
BD-09 Čándpur
BD-10 Čitágong
BD-11 Cox's Bazar
BD-12 Čuadanga
BD-13 
Dháka

BD-14 Dinadžpur
BD-15 Faridpur
BD-16 Feni
BD-17 Gopalgaňdž
BD-18 Gazipur
BD-19 Gaibanda
BD-20 Habigaňdž
BD-21 Džámálpur
BD-22 Džásohar
BD-23 Dženaidá
BD-24 Džaipurhat
BD-25 Džalakati
BD-26 Kišoregaňdž
BD-27 Khulna
BD-28 Kurigram
BD-29 Khagračari
BD-30 Kuštija
BD-31 Lakšmipur
BD-32 Lalmonirhat
BD-33 Manikgaňdž
BD-34 Maimensigh
BD-35 Munšigaňdž 
BD-36 Madaripur
BD-37 Magura
BD-38 Moulvibazar
BD-39 Meherpur
BD-40 Nárájangaňdž
BD-41 Netrakona
BD-42 Narsingdi
BD-43 Narail
BD-44 Natore
BD-45 Nawabgaňdž
BD-46 Nilphamari
BD-47 Noakhálí
BD-48 Naogaon
BD-49 Pábna
BD-50 Pirodžpur
BD-51 Patuakhálí
BD-52 Pančagarh
BD-53 Rádžbari
BD-54 Rádžšáhí
BD-55 Rangpur 
BD-56 Rangamati
BD-57 Šerpur
BD-58 Satkhira
BD-59 Siradžgaňdž 
BD-60 Sylhet
BD-61 Sunamgaňdž
BD-62 Šariatpur
BD-63 Tangail
BD-64 Thakurgaon
```